# Důchodové spoření v Česku
Možnost sjednání důchodového spoření (někdy též penzijní spoření) vznikla v českém důchodovém systému k 1. lednu 2013 a skončila k 31. prosinci 2015. Tvořila tzv. druhý pilíř české důchodové reformy, která byla v dané době postavena na třech pilířích. První pilíř jako klasický starobní důchod přetrval, je čistě státní a funguje na průběžném principu. Účast v něm je povinná a přispívá se do něj formou důchodového pojištění, které se automaticky strhává ze mzdy. Ve druhém a třetím pilíři, které provozovaly penzijní společnosti, si každý mohl spořit sám na svůj důchod.

## Základní principy
Ve druhém pilíři si jeho účastníci spořili 2 % z vlastní hrubé mzdy a k těmto dvěma procentům dostávali 3 % od státu. Z druhého pilíře nebylo možné vystoupit, příspěvky do něj ale byly navázány na výdělečnou činnost (pokud účastník přišel např. o práci nebo byl na mateřské dovolené, tak se spoření ve druhém pilíři přerušilo a pokračovalo se v něm až po obnovení výdělečné činnosti). Každá penzijní společnost ze zákona nabízela spoření ve čtyřech typech fondů, přičemž zvolenou investiční strategii bylo možné měnit: 
1. fond státních dluhopisů – nejkonzervativnější fond, který nakupoval pouze státní dluhopisy, měl také nejnižší poplatky (0,3 % z naspořené částky ročně a žádné poplatky ze zhodnocení naspořené částky)
2. konzervativní fond – fond určený také spíš pro opatrné investory, nakupoval především konzervativní a stabilní produkty (poplatky činily 0,4 % z naspořené částky a 10 % ze zhodnocení investice)
3. vyvážený fond – vyvážený fond byl určen pro odvážnější investory, nakupoval i akcie, ale ty mohly tvořit maximálně 40 % jeho portfolia, ostatní produkty byly konzervativnější (poplatky byly 0,5 % z naspořené částky a 10 % ze zhodnocení investice)
4. dynamický fond – byl pro ty nejprogresivnější investory, nakupoval také akcie, které mohly tvořit až 80 % jeho investic (poplatky byly 0,6 % z naspořené částky a 10 % ze zhodnocení investice)

Výplaty penzí měly probíhat formou pravidelné renty, a to ve třech podobách:
- doživotní penze, tzn. do konce života, pak výplata končí
- doživotní penze s pozůstalostní penzí na tři roky po úmrtí účastníka
- penze na 20 let, buď po 20 letech končí, nebo při úmrtí dříve se dědí zůstatek (kapitálová hodnota pojištění)

Peníze naspořené ve druhém pilíři byly součástí pozůstalosti. Pokud účastník zemřel v průběhu spoření, dědila se celá částka, a to buď převedením do druhého pilíře dědice, nebo mu byla vyplacena jednorázově (jestliže byl nezletilý, bylo mu dědictví vypláceno formou sirotčího důchodu po dobu pěti let).
Peníze účastníků druhého pilíře byly před zneužitím chráněné oddělením majetku účastníka od majetku správce (tj. penzijní společnosti). Správce s majetkem klientů také nemohl sám disponovat, veškeré operace s penězi a cennými papíry účastníků mohl provádět na pokyn správce depozitář (banka, která měla veškeré prostředky v úschově). Na správce i depozitáře navíc dohlížela Česká národní banka.

## Účastník
Účastníkem důchodového spoření se mohla stát osoba, které uzavřela s penzijní společností smlouvu s důchodovém spoření. Osoba v té době nesměla mít přiznán starobní důchod podle zákona o důchodovém pojištění (I. pilíř), musela být starší 18 let a splnit jednu z těchto podmínek:
- uzavřela smlouvu nejpozději do konce kalendářního roku, ve kterém dosáhne věku 35 let,
- uzavřela smlouvu od 1. 1. do 30. 6. 2013 (zákonodárci zde umožnili výjimečně na startu nového důchodového spoření možnost se zapojit do systému i osobám starším 35 let),
- uzavřela smlouvu do šesti měsíců ode dne, od kterého byla poprvé od 1. 1. 2013 poplatníkem pojistného na důchodové pojištění. (Příklad: Žena, která pečovala o dítě a vrátí se do zaměstnání, začala platit důchodové pojištění ze svého příjmu dosahovaného jako zaměstnanec od 1. 9. 2014. V tomto případě mohla smlouvu důchodového spoření stále uzavřít až do 28. 2. 2015, i pokud již věku 35 let dosáhla v roce 2013.)

Smlouva uzavřená s penzijní společností byla účinná od prvního dne následujícího měsíce po dni nabytí právní moci rozhodnutí státního Centrálního registru smluv – tzn. převzetím rozhodnutí posledním účastníkem řízení (klientem). Pokud klient zásilku s rozhodnutím nepřevzal, rozhodnutí nabylo právní moci uplynutím marné lhůty pro převzetí.
Po vstupu do systému důchodového spoření nebylo možné, a to až do přiznání státního starobního důchodu, ze systému vystoupit. Klient však mohl po celou dobu spoření kdykoli změnit penzijní společnost, u které spoří.

## Výše spoření
Pojistné na důchodové spoření se platilo ve výši 5 % z vyměřovacího základu. Odvod byl na bankovní účet finančního úřadu a správcem pojistného byl Specializovaný finanční úřad (v budoucnu měla tuto agendu převzít nově vytvořená organizace – Jednotné inkasní místo). Na osobní důchodový účet vedený penzijní společností spoření převedl finanční úřad (nikoli zaměstnavatel).
Pojištění na důchodové spoření bylo hrazeno ze všech příjmů dosažených jako OSVČ i jako zaměstnanec a platbami dobrovolného plátce (důchodového pojištění). V případě zaměstnance bylo spoření odváděno z příjmů od všech jeho zaměstnavatelů, pokud jich měl více. Při dosažení ročního limitu pro odvod pojistného důchodového pojištění se neodvádělo a neplatilo se ani důchodové spoření. OSVČ hradila důchodové spoření na účet finančního úřadu spolu s podáním ročního „pojistného daňového přiznání“ za uplynulý kalendářní rok. Platbu prováděla podle vypočtené povinnosti ročně. Výše spoření byla ovlivněna minimálním a maximálním vyměřovacím základem pro důchodové pojištění. Nedoplatek důchodového spoření bylo nutné uhradit stejně jako ostatní pojistné v den podání přiznání, tj. 31. března (nebo 30. června, s daňovým poradcem). Na osobní účet klienta vedený penzijní společností převedl platby opět až finanční úřad.
Kromě přijatých plateb pojistného účastníka mohly úspory na jeho osobním účtu zvýšit ještě přijaté prostředky v rámci dědictví. Jiné platby spoření nebyly z principu možné. Výsledkem zapojení se do systému důchodového spoření bylo zvýšení povinných celkových odvodů z příjmu účastníka o 2 %. Současně se snížením odvodu na důchodové pojištění došlo při výpočtu výše státního starobního důchodu ke snížení části důchodu počítaného z výše příjmu – procentní výměra státního starobního důchodu se počítala s použitím nižšího koeficientu (1,2 % místo koeficientu 1,5 %).
Důchodové spoření bylo odváděno správci pojistného (finančnímu úřadu), který jej převáděl do klientem vybrané penzijní společnosti. Každá příchozí platba klienta byla podle dispozic ve smlouvě rozdělena do jednotlivých důchodových fondů. Naspořený majetek klienta byl pak penzijní společností zhodnocován v důchodových fondech, přičemž ta musela spravovat čtyři důchodové fondy se zákonem danými strategiemi investování. 

## Důchodové fondy

### Konzervativní důchodový fond
Až 100 % finančních prostředků tohoto fondu mohlo být investováno do vybraných dluhopisů a nástrojů peněžního trhu vydaných centrálními bankami a zeměmi OECD, Evropským fondem finanční stability, Evropské centrální banky, Evropské investiční banky, Světové banky, Mezinárodního měnového fondu nebo obdobných institucí se zárukou států OECD. Dále fond mohl investovat do stejně zaměřených podílových fondů. Do jiných dluhopisů mohl fond investovat přitom maximálně 30 % hodnoty majetku, ostatní majetek byl zhodnocován formou vkladů u bank se splatností nejdéle dva roky. 100 % hodnoty majetku muselo být vždy zajištěno proti kurzovému riziku. Finanční deriváty směly být používány pouze k zajištění měnových a úrokových rizik. Penzijní společnost si mohla účtovat za obhospodařování majetku ve fondu max. 0,3 % z majetku a 0 % ze zhodnocení.

### Důchodový fond státních dluhopisů
Fond investoval bez omezení prostředky do státních dluhopisů České republiky a České národní banky. Dále mohly být finanční prostředky tohoto fondu investovány do vybraných dluhopisů a nástrojů peněžního trhu vydaných centrálními bankami a zeměmi OECD, Evropským fondem finanční stability, Evropské centrální banky, Evropské investiční banky, Světové banky, Mezinárodního měnového fondu nebo obdobných institucí se zárukou států OECD. Do dluhopisů musel fond investovat přitom nejméně 90 % hodnoty majetku, zároveň však do zahraničních dluhopisů mohl investovat maximálně 30 % hodnoty majetku. Ostatní majetek byl zhodnocován formou vkladů u bank vázaných nejdéle na dva roky, vážená průměrná splatnost portfolia musela být také nejvýše pět let. 100 % hodnoty majetku muselo být vždy zajištěno proti kurzovému riziku. Finanční deriváty směly být používány pouze k zajištění měnových a úrokových rizik. Penzijní společnost si mohla účtovat za obhospodařování majetku ve fondu max. 0,4 % z majetku a max. 10 % ze zhodnocení.

### Vyvážený důchodový fond
Fond zhodnocoval prostředky investicemi do akcií, cenných papírů standardních akciových fondů a do jiných od akcií odvozených nástrojů. Tyto investice mohly tvořit maximálně 40 % hodnoty majetku fondu, ostatní prostředky byly umístěny konzervativněji stejně jako u konzervativního důchodového fondu. Nejméně 75 % hodnoty majetku muselo být zajištěno proti kurzovému riziku. Penzijní společnost si mohla účtovat za obhospodařování majetku ve fondu max. 0,5 % z majetku a max. 10 % ze zhodnocení.

### Dynamický důchodový fond
Fond zhodnocoval prostředky investicemi do akcií, cenných papírů standardních akciových fondů a do jiných od akcií odvozených nástrojů. Tyto investice mohly tvořit maximálně 80 % hodnoty majetku fondu. Kromě akcií mohl fond investovat i do cenných papírů fondů kolektivního investování, kromě fondů zaměřených na nemovitosti. Ostatní prostředky byly umístěny konzervativněji stejně jako u konzervativního důchodového fondu. Nejméně 50 % hodnoty majetku muselo být zajištěno proti kurzovému riziku. Penzijní společnost si mohla účtovat za obhospodařování majetku ve fondu max. 0,6 % z majetku a max. 10 % ze zhodnocení.

## Strategie spoření
Penzijní společnost byla povinna klientovi nabídnout strategii spoření, kdy se rozložení prostředků mezi jednotlivé důchodové fondy měnilo v závislosti na jeho věku podle předem stanoveného plánu. Klient této možnosti nemusel využít a mohl spořit do jednotlivých důchodových fondů nebo do jejich kombinace. Klient mohl také kdykoli měnit rozložení svých úspor – strategii spoření.
Zákon nařizoval penzijním společnostem automaticky snižovat riziko investic klienta před vznikem jeho nároku na výplatu úspor – před dosažením důchodového věku klienta, pokud se klient nerozhodl jinak. Společnost musela všechny prostředky klienta s výjimkou prostředků umístěných v důchodovém fondu státních dluhopisů postupně přesouvat před dosažením důchodového věku z dynamického a vyváženého důchodového fondu do konzervativního důchodového fondu. Tato změna byla finančními poradci nazývána také například jako „autopilot“ nebo „investiční brzda“. Provádění změn klientem v rozložení investic mezi jednotlivými důchodovými fondy nebylo nijak omezena před, ani po dosažení důchodového věku.

## Ukončení spoření, výplata úspor
Naspořené úspory vč. jejich zhodnocení za celou dobu spoření sloužily k pravidelné výplatě důchodu. Úspory z důchodového spoření vyplácely klientům ze zákona pouze životní pojišťovny, výjimkou byla jen jednorázová výplata dědicům přímo penzijní společností. Klientem vybraná pojišťovna úspory vyplatila dohodnutou formou s určením doby a výše důchodu na základě uzavřené „smlouvy o pojištění důchodu“ a v průběhu doby výplaty zbývající úspory dále zhodnocovala. Podmínkou pro ukončení spoření a výplatu úspor bylo přiznání státního starobního důchodu z důchodového pojištění. Klient mohl své úspory převést pouze na jednu smlouvu o pojištění důchodu. Po uzavření smlouvy s pojišťovnou již nešlo pojišťovnu změnit a své úspory převést k jiné pojišťovně. Převod k životní pojišťovně nebyl vázán na pojišťovnu ve stejné finanční skupině s penzijní společností.
Důchod bylo možné si nechat vyplácet třemi způsoby – doživotně, doživotně s tříletým pozůstalostním důchodem nebo na dobu 20 let. Všechny typy výplat zajišťovala klientem vybraná pojišťovna, se kterou klient uzavřel na konci spoření smlouvu. Penzijní společnost pojišťovně převedla jeho celoživotní úspory k výplatě důchodu (tento důchod spolu se státním starobním důchodem měl zajistit většině občanů vyšší příjem, než kdyby důchodového spoření nevyužili). Klient ovšem neměl povinnost ukončit své důchodové spoření a vybrat své úspory při přiznání státního starobního důchodu z důchodového pojištění. Pokud byl klient výdělečně činný i po dosažení důchodového věku, mohl dál spořit. I pokud nebyl výdělečně činný, jeho smlouva byla stále platná a úspory klienta se mu na osobním účtu stále zhodnocovaly danou investiční strategií, kterou mohl svým rozhodnutím kdykoli měnit.
Zvýhodnění důchodového spoření spočívalo v odvodu části placeného důchodového pojištění na osobní účet účastníka a možnost dalšího zhodnocování těchto prostředků. Takto naspořené prostředky i po smrti účastníka sloužily za určitých podmínek k zajištění pozůstalých. Důchodové spoření nemohl předčasně ukončit ani exekutor a použít naspořené prostředky na uspokojení exekuce. Ochrana se však již netýkala vyplácení dávek z těchto úspor penzijní společností a pojišťovnou.
Dobrovolné spoření ve II. pilíři nenahrazovalo státní starobní důchod, ale vždy ho mohlo pouze doplňovat. Důchod ze soukromých úspor důchodového spoření nešlo získat bez získání státního důchodu. Celý systém důchodového spoření byl legislativci navržen jako nízkonákladový. Zároveň zákon určoval penzijním společnostem počet nabízených důchodových fondů a jejich strategii. Byly regulovány provize zprostředkovatelů – finančních poradců za získání klienta. Ve srovnání s obdobnými podílovými fondy byly tyto poplatky nízké a byly z nich hrazeny veškeré výdaje správce vč. poplatků třetím stranám z obchodování s cennými papíry v portfoliu fondů. Majetek klientů byl evidován zvlášť od majetku správce – penzijní společnosti. Kontrolu nad stanovením ceny majetku fondu a vypořádáním obchodů zajišťoval nezávislý depozitář, který za to odpovídal s plnou váhou finanční odpovědnosti. Na činnost depozitáře, penzijní společnosti i finančních poradců uzavírajících smlouvy dohlížela Česká národní banka. Celý systém byl ovšem po třech letech zákonem ukončen.